# Carapichea lucida
Carapichea lucida là một loài thực vật có hoa trong họ Thiến thảo. Loài này được J.G.Jardim & Zappi mô tả khoa học đầu tiên năm 2008.